# Tallahatchiefloden

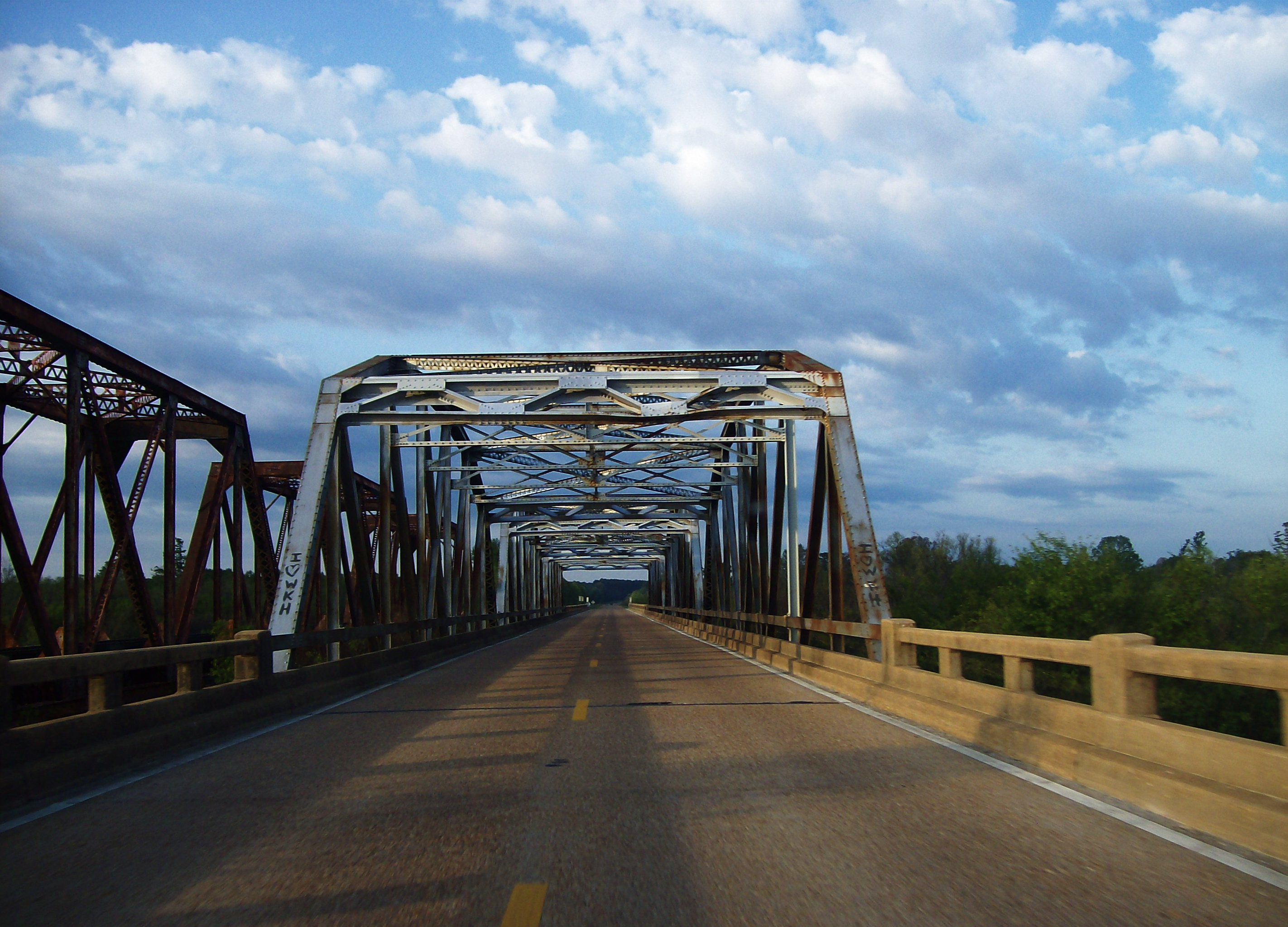
Bro över Tallahatchiefloden.

Tallahatchiefloden är en flod i delstaten Mississippi i USA. Den rinner från Tippah County till Leflore County där den ansluter sig till Yalobushafloden och bildar Yazoofloden. Floden nämns i en rad populärsånger på grund av mordet på afroamerikanen Emmett Till som avslutades med att pojkens kropp slängdes i floden.